# 日體寺
日體寺（にったいじ）または日体寺は、京都府京都市東山区清水にある日蓮宗の寺院。山号は常照山。旧本山は大本山本圀寺（六条門流）、勇師法縁。洛陽十二支妙見の一つ（巳の妙見大菩薩、清水の鎮宅妙見として知られる）。境内には田中訥言（江戸時代の絵師）の墓所がある。

## 歴史

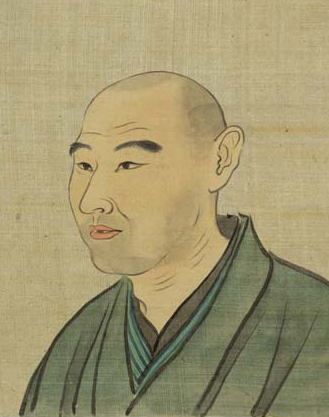
田中訥言肖像 『近世名家肖像』

- 享保6年（1721年）日蓮宗に改宗帰依した常照院日體の開山により開創された。

## 境内
- 本堂
- 書院

## 歴代
- 常照院日體

## 参考資料
- 日蓮宗寺院大鑑編集委員会『宗祖第七百遠忌記念出版 日蓮宗寺院大鑑』大本山池上本門寺 (1981年)
- 日蓮宗新聞 2016年2月14日

## 公式サイト
- 公式ウェブサイト（日本語）

| サブスタブ | この項目は、まだ閲覧者の調べものの参照としては役立たない、書きかけの項目です。この項目を加筆・訂正などしてくださる協力者を求めています。このテンプレートは分野別のサブスタブテンプレートやスタブテンプレート（Wikipedia:分野別のスタブテンプレート参照）に変更することが望まれています。 |